# Fremont (Wisconsin)
Fremont é uma vila localizada no estado norte-americano de Wisconsin, no Condado de Waupaca.

## Demografia
Segundo o censo norte-americano de 2000, a sua população era de 666 habitantes.
Em 2006, foi estimada uma população de 712, um aumento de 46 (6.9%).

## Geografia
De acordo com o United States Census Bureau tem uma área de
3,1 km², dos quais 2,7 km² cobertos por terra e 0,4 km² cobertos por água.

## Localidades na vizinhança
O diagrama seguinte representa as localidades num raio de 24 km ao redor de Fremont.